# Cyathula orthacantha
Cyathula orthacantha là loài thực vật có hoa thuộc họ Dền. Loài này được (Asch.) Schinz mô tả khoa học đầu tiên năm 1893.